# Битка при Зента
Битката при Зента между християнските сили, предвождани от Евгений Савойски, и османската армия, предвождана лично от султан Мустафа II, се състои на 11 септември 1697 г. на река Тиса. В битката австрийската армия, с численост около 50 000 души спира последното крупно настъпление на османците в Централна Европа, разгромявайки напълно 80 000-та им армия.
Османците дават приблизително 25 000 убити, а загубите на австрийците възлизат само на 429 души убити и 1598 ранени. Султан Мустафа II е принуден да изгледа унищожаването на своята армия от другата източна страна на река Тиса, неподготвен за сражението.

## Ход на военните действия
През 90-те години на 17 век, османците вече са се окопитили от нанесения им тежък разгром в битката при Виена. Основна заслуга за това има избухналата междувременно Френско-австрийска война. През 1697 г. османският султан и диванът преценяват, че обстоятелствата са отново на тяхна страна и започват мащабна военна кампания в унгарската пуста.
В нейния ход, през 1697 г. османската армия решава да се прехвърли за презимуване на изток през Тиса в Тимишоара. Османците нямат разузнавателни данни, че наблизо се намира австрийската войска, което позволява на принц Евгений Савойски да атакува изненадващо противника. Битката започва с масирана артилерийска подготовка на атаката. Османците са изненадани и смутени и вследствие на унищожителния артилерийски обстрел дават още в началото много жертви, поради струпването им за преминаване по понтонния мост над брода към другия бряг на реката. След продължилия обстрел на османците, Савойски решава да атакува по левия фланг и да прекъсне прехвърлянето на османските войски на отсрещния ляв бряг на Тиса. Австрийците достигат до моста, преграждат османския път за отстъпление и започват безмилостна сеч. Междувременно австрийските войски са обкръжили отвсякъде османците по целия десен бряг на Тиса. От всички османски сили останали на този бряг, само около 100 души успяват да се спасят, а близо 20 хил. са посечени, сред които великия везир и няколко везира. 10 хил. турци се издавят във водите на Тиса. Султанът спасява живота си с позорно бягство зад стените на Белградската крепост.
В този период от време Австрия няма необходимия военен ресурс, за да може да развие веднага настъпление в дълбочина. Въпреки това, тази битка решава завинаги изхода в спора за Унгария между Австрийските Хабсбурги и Османската империя в полза на първите. След 167 години, Унгария отново минава трайно под християнска власт. С това османското преимущество – наследство от битката при Мохач през 1526 г., е приключено и Високата порта оттук нататък повече не е в състояние да обърне взор към Централна Европа.

## Значение
Битката при Зента е повратна точка във вековната борба срещу османците в Централна и Югоизточна Европа. Благодарение на победата се стига до договора от Карловиц (1699), с който са прекършени веднъж завинаги османските амбиции за завоюването на Виена (вж. Битка при Виена) и посредством нея и на Централна Европа.
В резултат от битката се променя за първи път балансът на силите в Югоизточна Европа в полза на християнските държави срещу Османската империя, което позволява на европейските монархически дворове да обърнат взор на югоизток към Балканите, Константинопол, Черноморските проливи, дори Леванта. За пръв път от времето на кръстоносните походи посоката на завоевания трайно се установява отново от запад на изток, а не обратното. Въпреки това, победата при Зента сама по себе си не е достатъчна, за да закрепи трайно възникналото преимущество. Нужно е инициативата да се развие, което и става с последвалата Австро-турска война (1716-1718). След битката в дипломацията изниква терминът „Източен въпрос“.

## Последствия
В резултат от битката Австрия завоюва една невероятна и немислима дотогава победа. Славата на Евгений Савойски като пълководец се разнася из целия свят. С цената на около 500 убити войници, на Хабсбургската монархия ѝ се отдава да унищожи 30 000 османски войници, да вземе в плен харема на султана, 87 оръдия, османската хазна с големи богатства в нея и държавния печат на Османската империя. Османската армия е разпръсната и дезорганизирана в следващите години, което позволява на австрийците да имат пълна свобода на действие по целия фронт на бойните действия по военната граница. След битката австрийците проникват изненадващо в Босна и опожаряват Сараево.
Османската империя не успява да се отърси от нанесеното ѝ военно поражение и се вижда принудена да иска мир с цел през следващите години да възстанови военните загуби, което да ѝ позволи да премине в контранастъпление, но и това не ѝ се отдава. Следващият Пожаревски мирен договор е с още по-тежки клаузи за Високата порта и в Османската империя започва вътрешно разложение на всички обществени отношения. Оттук насетне Портата се принуждава да мисли предимно за отбрана, а не за нови завоевания. Наближава настъпването на българското възраждане с т.нар. кърджалийско време.
Австрия не притежава значим стратегически ресурс за да развърне трайно настъплението си на югоизток, но след реформите на Петър I новата Руска империя изземва стратегическата инициатива по решаването на Източния въпрос.